# Jean-Philippe (film)
Pour les articles homonymes, voir Jean-Philippe.
Pour plus de détails, voir Fiche technique et Distribution.
Jean-Philippe est un film français réalisé par Laurent Tuel, sorti en 2006.

## Synopsis
Fabrice est un cadre moyen, admirateur inconditionnel de Johnny Hallyday et grand collectionneur d'objets-collector et de produits dérivés liés à son idole. Marié à Babette (clin d'œil à Babeth Étienne, une des ex-épouses de Johnny Hallyday), institutrice, il a une fille adolescente gothique/métalleuse prénommée Laura (en hommage à la chanson de Johnny adressée à sa fille Laura Smet). Incompris par sa femme et sa fille (qu'il prend pour une punk), il passe une soirée bien arrosée dans un bar et rentre chez lui en chantant ses airs préférés dans la rue, ce qui lui vaut de recevoir un violent coup de poing au visage de la part d'un riverain agacé par le bruit.
Lorsqu'il se réveille à l'hôpital, Fabrice se rend progressivement compte qu'il est dans un monde parallèle où Jean-Philippe Smet n'est jamais devenu « l'idole des jeunes ». Chez lui, sa collection d'objets fétiches est remplacée par une collection de canettes de bières, sa fille ne s'appelle plus « Laura » mais « Marion », et personne n'a jamais entendu parler de Johnny Hallyday : le rockeur numéro un en France est un certain Chris Summer. D'abord désespéré, Fabrice a l'idée de se mettre à la recherche de Johnny Hallyday en supposant qu'il existe peut-être dans ce monde sous son vrai nom, Jean-Philippe Smet.
Après de nombreuses recherches infructueuses, il découvre par hasard que Jean-Philippe Smet est le patron du bowling fréquenté par sa propre fille, lieu qu'il a baptisé L'Olympia. Dans cet univers parallèle, Jean-Philippe n'a pas percé du fait d'un accident de scooter, le 30 décembre 1959, jour où il aurait dû passer pour la première fois à la radio dans l'émission Paris Cocktail. Chris Summer en a alors profité pour le remplacer et devenir star à sa place (il est par la suite révélé que Chris Summer avait lui-même trafiqué les freins du scooter).
S'ensuit un véritable parcours du combattant pour rattraper quarante ans perdus. Le premier objectif de Fabrice est de convaincre Jean-Philippe de se remettre à la chanson à 60 ans passés, pour devenir la star qu'il est dans son univers d'origine. Il doit ensuite trouver le moyen de faire connaître Johnny Hallyday, sachant que ses chansons (retranscrites par Fabrice de mémoire) feront logiquement un carton. L'occasion se présente lorsque Chris Summer doit se produire au Stade de France et y interpréter un duo avec le gagnant du télé-crochet La Nouvelle Idole. Grâce à un stratagème, Fabrice réussit à s'introduire au Stade avec Jean-Philippe afin que ce dernier se substitue sur scène au jeune chanteur. Mais alors que le concert vient de commencer, Fabrice provoque involontairement un accident qui met Chris Summer hors d'état de chanter. Resté seul sur scène, Jean-Philippe/Johnny entonne alors Allumer le feu et le public, d'abord hostile à la présence de cet inconnu, lui fait finalement un triomphe. Fabrice, quant à lui, est frappé par un employé du Stade et perd de nouveau connaissance.
Se réveillant de nouveau à l'hôpital, Fabrice semble avoir retrouvé son monde. Mais lorsqu'il se rend à son travail, ses collègues sont émerveillés de le voir. Fabrice finit par réaliser qu'il se trouve dans un univers où non seulement Jean-Philippe est le Johnny Hallyday que tout le monde connaît, mais où lui aussi est un artiste célèbre, en l'occurrence l'acteur Fabrice Luchini. On comprend alors que le film se déroulait dans une réalité parallèle où Fabrice Luchini ne serait jamais devenu comédien (plus tôt, Fabrice regrettait d'avoir abandonné le théâtre, qu'il faisait avec ses amis dans le but de devenir acteur, avant d'être contraint à chercher du travail, s'étant marié et ayant fondé une famille). La dernière scène montre Johnny et Fabrice enregistrant en duo la chanson Rock'n'Roll Star.

## Fiche technique
- Réalisation : Laurent Tuel
- Scénario : Laurent Tuel et Christophe Turpin
- Producteurs : Olivier Delbosc et Marc Missonnier
- Directrice de production : Christine de Jekel
- Photo : Denis Rouden et Catherine Pujol
- Musique : André Manoukian
- Montage : Valérie Deseine
- Décors : Arnaud de Moleron, Etienne Rohde
- Costumes : Pascaline Chavanne
- Chef maquilleuse : Michèle Constantinides
- Chef coiffeur : Stéphane Malheu
- Casting : Philippe Page
- Budget : 12,9 millions d'euros[réf. nécessaire]
- Format : 35 mm - 2,37:1 - Dolby SR - Digital DTS
- Pays d'origine :  France
- Dates de sortie[1] : 
  - Belgique et France : 5 avril 2006

## Distribution
- Fabrice Luchini : Fabrice / lui-même
- Johnny Hallyday : Jean-Philippe Smet / lui-même
- Guilaine Londez : Babette
- Élodie Bollée : Laura / Marion
- Olivier Guéritée : Laurent
- Antoine Duléry : Chris Summer / Christian Saumon
- Caroline Cellier : Caroline
- Barbara Schulz : Gabrielle
- Jackie Berroyer : le professeur de physique de Marion
- Jean-Claude Camus : lui-même, producteur de Chris Summer
- Christine Paolini : Édith
- Antoine Stip : Denis Loman
- Christian Pereira : Michel, un collègue de Fabrice
- Denis Braccini : Jean-Paul
- Francis Coffinet : Missonnier
- Carlo Nell : le vieux barbu du pub
- Émilie de Preissac : la copine de Marion
- Sophie Cattani : Jennifer
- Dominique Thomas : l'artificier
- Christophe Rouzaud : le voisin pub
- Julia Vidit : la policière
- Laurent Berthet : le policier
- Philippe Rigot : le passant
- Jean-Baptiste Puech : le vendeur
- François Toumarkine : le SDF du square
- Michèle Ernou : la femme bohème
- Éric Averlant : Philou
- Junior Rondineau : le jeune casseur
- Jacky Nercessian : l'instituteur
- Blandine Pélissier : la directrice de l'école élémentaire
- Éléonore Gosset : l'assistante du casting
- Jean-Pascal Abribat : l'assistant de production
- Christine Bonnard : l'infirmière
- Jean-Michel Couturier : l'homme du bar
- François-Xavier Anseaume : la doublure de Denis Loman
- Bob Martet : le client casse-pied
- Jeanne Herry : la mariée
- Quentin Ogier : le marié
- Lise Lamétrie : la passante
- Læticia Hallyday : une cliente du karaoké
- Benoît Poelvoorde[2] : Bernard Frédéric, un sosie de Claude François

## Tournage
Le film a été tourné dans les lieux suivants :
 Sauf indication contraire ou complémentaire, les informations mentionnées dans cette section proviennent du générique de fin de l'œuvre audiovisuelle présentée ici.
| - Île-de-France - Seine-Saint-Denis - Saint-Denis - Stade de France - Hauts-de-Seine - Chaville - Paris - Stade Charléty - Lycée Chaptal - Yvelines - Voisins-le-Bretonneux - Base aérienne de Vélizy-Villacoublay - L'Etang-la-Ville | - Bretagne - Morbihan - Quiberon |

## Musique

### Musiques additionnelles
Sauf indication contraire, les informations mentionnées dans cette section peuvent être confirmées par le générique de fin de l'œuvre audiovisuelle présentée ici, ainsi que par la base de données cinématographiques IMDb,  présente dans la section « Liens externes ».
- Love - Gojira
- Eye of the Tiger - Survivor
- Silver Bullet - Van Basten
- Magnetic King - Van Basten
- Vandalise - Van Basten
- L'italiano (Lasciatemi cantare) - Toto Cutugno
- Da Yodel-Rudel - Werner Brüggemann (de)
- Teen Age Idol - Rick Nelson (karaoké)
- Concerto pour piano no 21 en do majeur (K. 467) - Andante - Mozart
- Concerto pour piano en do majeur no. 6 H49 - John Field
- Chanson populaire - Claude François (par Benoît Poelvoorde)
- C'est la mère Michel
- Bossa Mambo - Luiz Gomez[Lequel ?]
- Loup Blessé de Laurent Tuel, Alexandre Lessertisseur et Renan Jericho

' 

## Distinctions
| Année | Récompense                       | Catégorie                  | Nommés                            | Résultat |
| ----- | -------------------------------- | -------------------------- | --------------------------------- | -------- |
| 2007  | Prix Jacques-Prévert du scénario | Scénario original          | Christophe Turpin                 | Lauréat  |
| 2007  | César du cinéma                  | Meilleur scénario original | Laurent Tuel et Christophe Turpin | Nommé    |

## Autour du film
Sauf indication contraire ou complémentaire, les informations mentionnées dans cette section proviennent du générique de fin de l'œuvre audiovisuelle présentée ici.
- La participation de Johnny Hallyday à l'émission de radio Paris Cocktail, le 30 décembre 1959 a effectivement été un évènement-clé de sa carrière : son passage lui a permis de se faire remarquer par les paroliers Jil et Jan qui l'ont ensuite présenté à Jacques Wolfsohn, directeur artistique  de la maison de disques Vogue. Ce dernier produit, quelques mois plus tard, le premier 45 tours du chanteur[3].
- Johnny Hallyday et Fabrice Luchini avaient fait connaissance en 1985, sur le tournage du film Conseil de famille de Costa-Gavras. Ils avaient sympathisé à l'époque, ayant de nombreux goûts musicaux en commun. Appréciant beaucoup le chanteur, Luchini s'amusait parfois à l'imiter, que ce soit lors de ses passages à la télévision, dans une scène de Tout ça… pour ça ! (1993)[4] ou dans l'un de ses spectacles théâtraux[5]. L'acteur avait cependant commencé par refuser le projet de Jean-Philippe, trouvant peu crédible l'idée d'un monde où personne ne connaîtrait Johnny Hallyday : il avait finalement été convaincu par son épouse et sa fille[4]. Après le décès en 2017 du chanteur, avec lequel il était resté en contact régulier depuis le tournage de Jean-Philippe[5], Fabrice Luchini a rendu hommage à l'« immense simplicité » de Johnny Hallyday qui « détruisait à la seconde toute la sidération que produisait son statut de star ». Luchini a décrit à cette occasion Johnny Hallyday comme un « animal organique avec une intuition géniale » et un personnage « baudelairien »[6].
- Tout comme Johnny Hallyday, la saga de film Rocky ne semble pas exister dans cet univers, Fabrice suggérant même que Sylvester Stallone n'a non plus pas rencontré la célébrité.
- Johnny Hallyday et Antoine Duléry rejoueront ensemble dans le film Salaud, on t'aime de Claude Lelouch, tourné en 2013 puis dans Chacun sa vie, tourné en 2016, du même réalisateur.
- La scène dans laquelle Fabrice et Johnny sont sur la plage de Quiberon, Fabrice lui présentant le texte de Quelque chose de Tennessee, Johnny prenant sa guitare et entonnant la chanson presque instinctivement, est inspirée d'une scène vécue avec, à la place de Fabrice Luchini, Michel Berger présentant à son futur interprète la chanson qu'il lui a écrite.
- Le nom de l'émission La Nouvelle Idole est un mélange de Nouvelle Star, l'émission de M6, et American Idol, version de l'émission diffusée aux États-Unis.
- Benoît Poelvoorde fait une brève apparition, en reprenant le rôle de Bernard Frédéric qu'il interprétait dans le film Podium (produit également par Fidélité Films). On le voit parmi les candidats de La Nouvelle Idole, s'échauffant à son numéro d'imitateur de Claude François. Il est crédité au générique sous le nom de son personnage.
- Læticia Hallyday fait également une brève apparition lors de la scène du karaoké, dans le rôle d'une cliente du bar qui semble subjuguée par Jean-Philippe interprétant la version originale de L'idole des jeunes.
- Les effets pyrotechniques sont signés Lacroix-Ruggieri.
- Dans le film, sur le quai de la gare, on voit passer une Z 6100, rame automotrice ayant longtemps circulé en banlieue Nord.
- Avec le succès du film, des producteurs américains envisagèrent un remake avec une star comme Madonna ou Bruce Springsteen[4]. En 2019, un film réalisé par Danny Boyle nommé Yesterday reprend le même principe avec The Beatles.